# 刘燕华
刘燕华（1950年4月18日—），男，河北邯郸人，生于北京，中国资源环境专家，国务院参事，曾任中华人民共和国科学技术部副部长、党组成员，中国科学院地理研究所所长、研究员。